# Ballads & Blues 1982 - 1994
Ballads & Blues, 1982-1994 är ett samlingsalbum av Gary Moore som släpptes 1994. Albumet täcker de viktigaste delarna av Gary Moores karriär mellan 1982 och 1994. Det innehåller tre tidigare outgivna spår.

## Låtlista
1. Always Gonna Love You – 3:54 (Gary Moore)
2. Still Got the Blues – 4:10 (Gary Moore)
3. Empty Rooms – 4:15 (Gary Moore / Niel Carter)
4. Parisienne Walkways – 6:47 (Gary Moore / Phil Lynott)
5. One Day – 4:00 (Gary Moore) (tidigare outgiven)
6. Separate Ways – 4:54 (Gary Moore)
7. Story of the Blues – 6:39 (Gary Moore)
8. Crying in the Shadows – 5:00 (Gary Moore)
9. With Love (Remember) – 7:05 (Gary Moore) (tidigare outgiven)
10. Midnight Blues – 4:58 (Gary Moore)
11. Falling in Love with You – 4:05 (Gary Moore) (`83 single remix)
12. Jumpin' at Shadows – 4:21 (Duster Bennett)
13. Blues for Narada – 7:40 (Gary Moore) (instrumental, tidigare outgiven)
14. Johnny Boy – 3:11 (Gary Moore)